# Sungai Ular (Secanggang)
Sungai Ular is een bestuurslaag in het regentschap Langkat van de provincie Noord-Sumatra, Indonesië. Sungai Ular telt 2433 inwoners (volkstelling 2010).